# Joachim Herrmann (Rechtswissenschaftler)
Joachim Herrmann (* 31. Januar 1933 in Berlin; † 26. November 2022) war ein deutscher Rechtswissenschaftler.
Nach Studium an den Universitäten in Heidelberg, Basel und Freiburg im Breisgau promovierte er 1959 als Schüler von Hans-Heinrich Jescheck in Freiburg mit einer Arbeit über Die Anwendbarkeit des politischen Strafrechts auf Deutsche im Verhältnis zwischen Bundesrepublik Deutschland und der Deutschen Demokratischen Republik.
Es folgten ein Auslandsaufenthalt in New Orleans an der Tulane University und der Erwerb der Qualifikation eines Master of Common Law.
Wieder in Deutschland wirkte Herrmann als wissenschaftlicher Assistent am Max-Planck-Institut für ausländisches und internationales Strafrecht in Freiburg; 1970 habilitierte er sich mit dem Werk Die Reform der deutschen Hauptverhandlung nach dem Vorbild des anglo-amerikanischen Strafverfahrens. 
1972 nahm Herrmann einen Ruf zur Professur für Strafrecht und Strafprozessrecht an der Universität Augsburg an, den er bis 2001 innehatte. In dieser Zeit war er an einer Vielzahl internationaler Universitäten auch als Gastprofessor tätig. Augsburg blieb seine akademische Heimat; in der Folgezeit bekleidete er das Amt des Dekans und Vizepräsidenten der Universität.
Nach seiner Emeritierung wirkte Herrmann in Augsburg als Rechtsanwalt und war 2001 Gastprofessor an der Waseda-Universität und an der University of Pittsburgh, 2002 an der amerikanischen Universität in Bischkek (Kirgisien) und der University of California, Davis, 2003 erneut an der University of Pittsburgh und der Amerikanischen Universität in Bischkek. 
Forschungs- und Veröffentlichungsschwerpunkte Herrmanns lagen im Bereich des Straf- und Strafprozessrechts sowie der Rechtsvergleichung.